# 満洲化学工業
満洲化学工業株式会社（まんしゅうかがくこうぎょうかぶしきがいしゃ）は、1933年に日本の南満州鉄道株式会社(満鉄)の傍系企業として設立された、満洲国(現在の中国東北部)における代表的な重化学工業企業である。略称は「満化」。

## 概要
満化は、主に硫安(硫酸アンモニウム)肥料の製造を目的として大連に設立された。設立当初から軍需産業との関係が深く、アジア太平洋戦争期には爆薬原料の生産にも関与した

## 設立の背景
1920年代末から1930年代初頭にかけて、日本は満洲における産業基盤の強化を進めており、肥料や爆薬原料の自給体制構築が急務とされていた。満鉄はドイツのウーデ法(低温・低圧でのアンモニア合成法)を導入し、大連近郊の甘斜子に大規模な硫安工場を建設した。

## 主な事業
- 硫安の製造：年産18万トンから24万トン規模へと拡張[1]。
- 副産物の生産：硫酸、硝酸、硝安、ベンゾール、タール、コークスなど[1]。
- 軍需生産：戦時中は爆薬原料の硝酸アンモニウムや硝酸の製造に転用された[2]。

## 技術と設備
- アンモニア合成にはウーデ法[注釈 1]を採用[1]。
- 原料の水素は撫順炭を用いたコークスガスおよび水性ガスから生成[2]。
- 電力は満洲電業の水力発電を利用[2]。
- 工場敷地内には専用桟橋や鉄道支線も整備されていた[2]。

## 戦後の展開
第二次世界大戦後、満化の設備はソ連軍により一部接収されたが、その後中国共産党政権下で再編され、大連化学廠などに引き継がれた。これにより、満化は新中国の化学工業発展の基盤の一つとなった。